# Tumulus armoricains

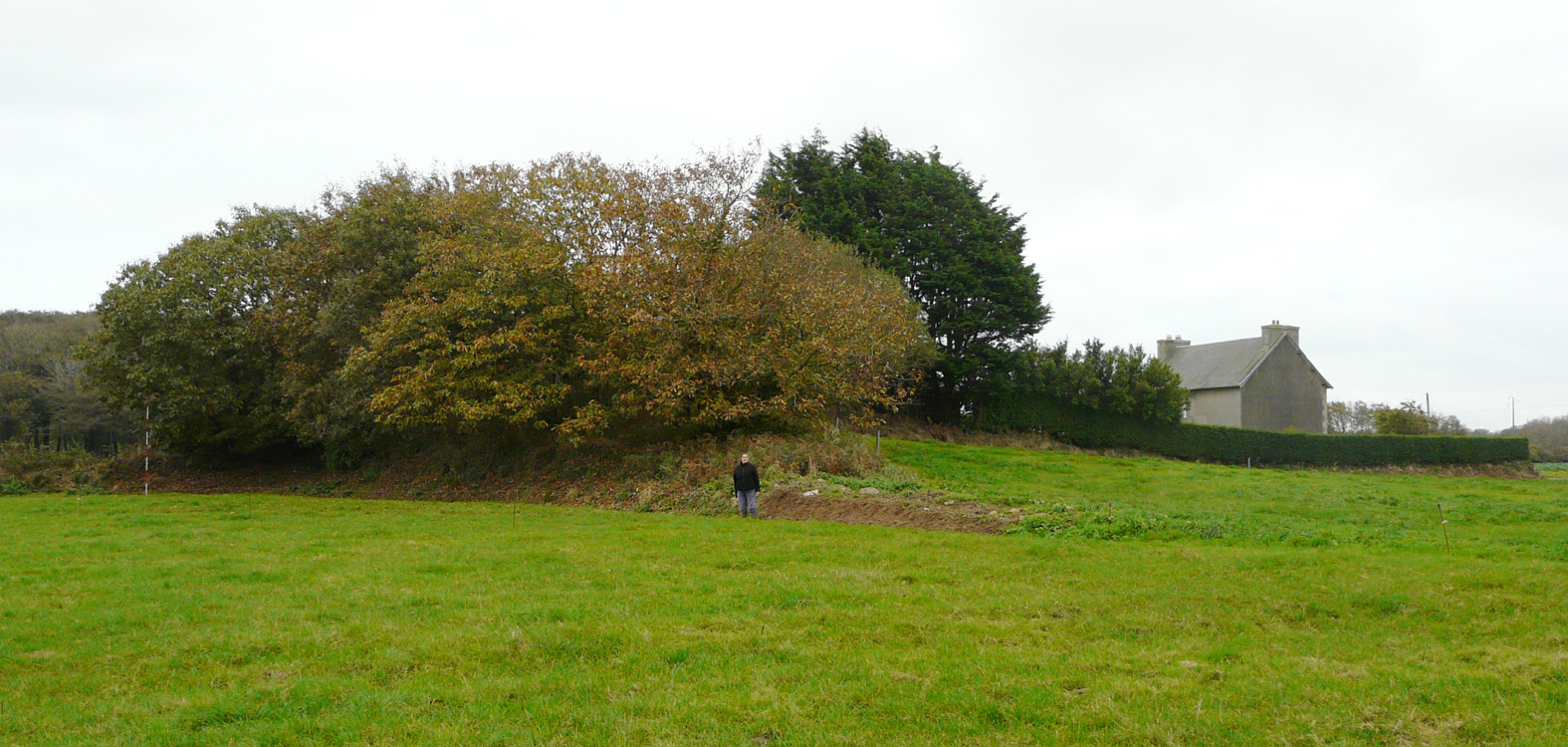
Tumulus de Kernonen en Plouvorn (Finistère)

La culture des Tumulus armoricains est une culture de l'Âge du bronze, localisée à l'ouest de la péninsule armoricaine, dans une région communément appelée la Basse-Bretagne. Elle est connue à travers plus d'un millier de sépultures recouvertes ou non d'un tumulus. La renommée de cette culture est due à quelques sépultures d'exception richement dotées des chefs d'alors, contemporains des élites de la culture du Wessex, en Angleterre, et de la culture d'Unétice, en Europe centrale.
Cette large documentation funéraire est complétée depuis plusieurs années par la découverte d'habitats de nature variée (maison en pierre sèche, habitat de plein air, enceinte monumentale, etc.).

## Chronologie
Dans les années 1950, Pierre-Roland Giot et Jean Cogné ont proposé une division chronologique entre des tombes à pointes de flèches (Première série) et des tombes à vases (Deuxième série), la Première série datant de l'âge du Bronze ancien et la Seconde série datant de l'âge du Bronze moyen. Cette affirmation basée sur aucune typo-chronologie sérieuse s'est avérée peu à peu démentie : les mêmes types de poignard se retrouvent dans les deux séries et les datations radiocarbone attestent leur contemporanéité. La culture des tumulus armoricains date pour l'essentiel de l'âge du Bronze ancien (vers 2150 - 1600 av. J.-C.) et sans doute de l'âge du Bronze moyen (vers 1600 - 1350 av. J.-C.),. 

## Pratiques funéraires

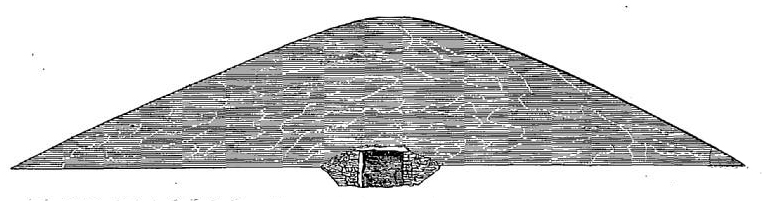
Coupe du tumulus de Kerhué Bras en Plonéour-Lanvern (Finistère)

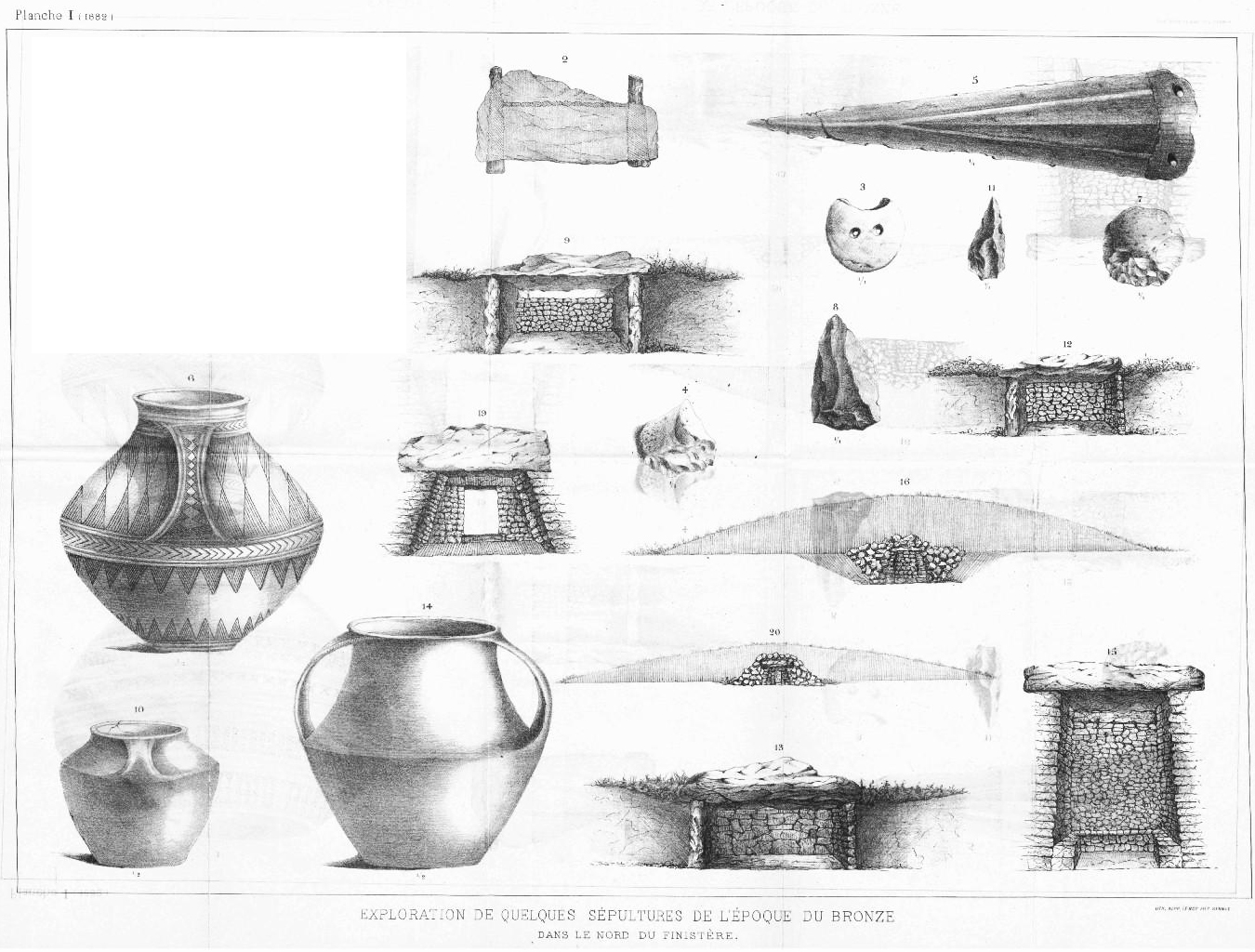
Sépultures de l'Âge du bronze en Bretagne

Avec la fin du Néolithique, l’utilisation en Bretagne des sépultures collectives mégalithiques (ou dolmens) est délaissée. Au Campaniforme, on observe les développements de la sépulture individuelle, qui se généralisera au cours de l’âge du Bronze ancien. Les architectures funéraires sont variées, de la simple tombe en fosse au tumulus monumental mesurant plusieurs dizaines de mètres de diamètre et plusieurs mètres de hauteur (par exemple les tumulus de Kernonen et de Saint-Fiacre). La tombe peut être constituée d’un coffre fait de dalles de chant, de murs en pierres sèches ou mixtes (alliant dalles de chant et pierres sèches) ou d’un cercueil en bois. Elle peut être recouverte d’un cairn et ou d’un tertre. Des fouilles complètes de tumulus ont montré que ces monuments ont bien souvent une histoire complexe. Des sépultures peuvent y être ajoutées au cours du temps, parfois accompagnées d’un élargissement du tumulus.
Malgré l’acidité des sols en Bretagne, plus d’une centaine de squelettes, plus ou moins bien conservés, ont été découverts dans les Tumulus armoricains. Ces sépultures sont généralement individuelles mais quelques cas de tombes doubles ou triples sont attestés. Les corps sont le plus souvent sur le flanc en position fléchie avec la tête à l’est. Ils correspondent aux restes d’adultes et d’immatures. L’existence de jeunes enfants inhumés dans des sépultures monumentales suggère le caractère héréditaire du statut social. 

## Culture matérielle

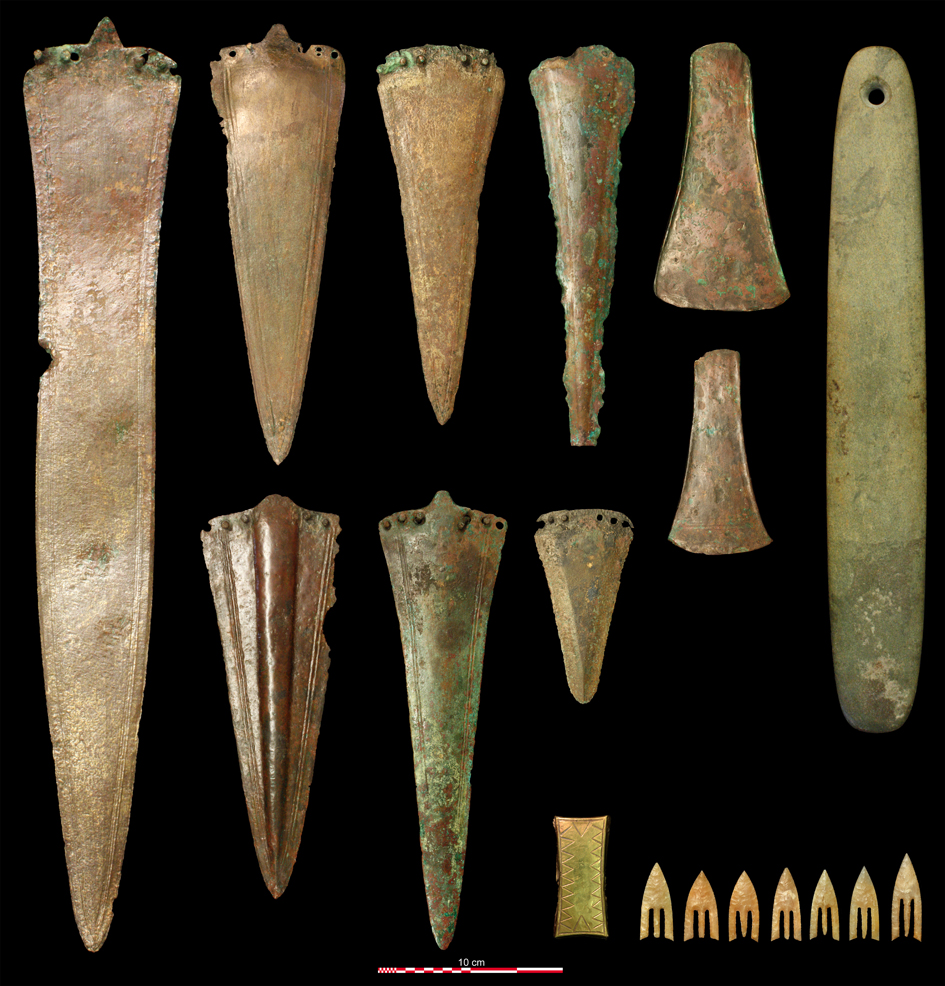
Poignards et haches en alliage cuivreux, brassard d'archer en tôle d'or, aiguisoir en schiste et pointes de flèches armoricaines en silex du tumulus de l'âge du Bronze ancien de La Motta (Lannion, Côtes-d'Armor). Mobilier exposé au Musée d'Archéologie nationale de Saint-Germain-en-Laye (Yvelines).

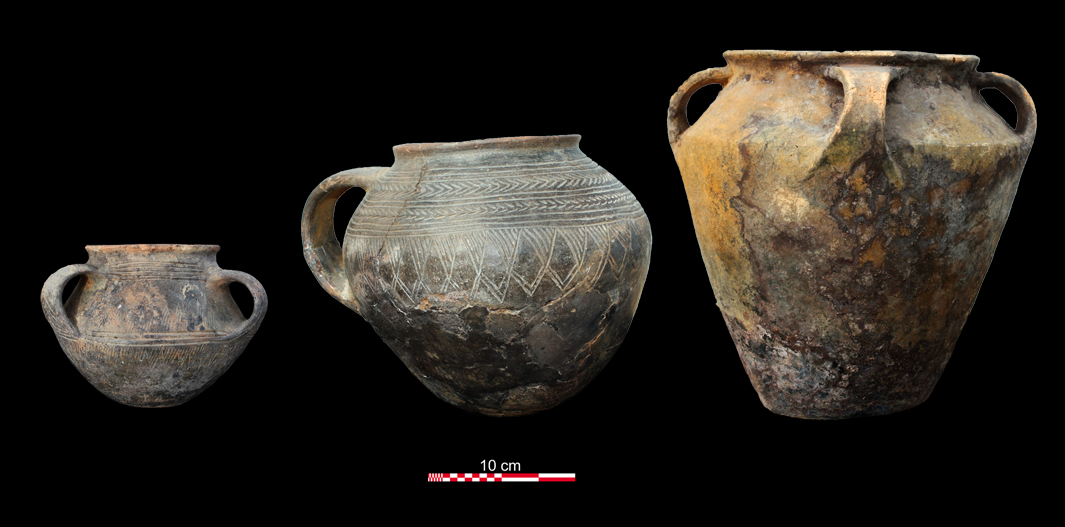
Exemples de vases à anses armoricains de l'âge du Bronze, conservés au musée de Penmarc'h (Finistère).

Une forte hiérarchie sociale transparaît au travers des dépôts funéraires : fines pointes de flèches, armes en bronze, pièces d’orfèvrerie, et parures exotiques sont réservés en grande partie à l’élite, poignards en bronze et céramiques paraissent distinguer une classe de notables (chefs de lignages ou de clans), tandis que la majorité ne livre pas de mobilier qui nous soit parvenu. 
Les Tumulus armoricains sont fameux pour leurs sépultures de chefs, richement dotées en biens de prestiges déposés dans des boîtes en bois. Elles livrent par dizaines des pointes de flèches dites armoricaines finement taillées dans un silex blond issu des gisements Turonien inférieur de la vallée du Cher. Elles sont sans nul doute l’œuvre d’artisan du silex et le symbole de pouvoir des chefs  de l'époque. Avec ses flèches, se trouvent des poignards et des haches en bronze, les premiers étant conservés dans des fourreaux en cuir et parfois décorés de petits clous d’or (1 à 3 mm). Une tombe peut accumuler jusqu’à dix poignards sans aucune mesure dans le reste de l’Europe occidentale à l’âge du Bronze ancien. Les poignards sont de type armoricain et généralement décorés de filets parallèles aux bords et percés de six trous de rivets. Plus exceptionnellement, on trouve dans ces sépultures des gobelets en argent, des chaînes en or ou en argent, pendeloques et brassards d’archer en ambre, en jais de Whitby ou en or et de grands aiguisoirs en pierre,.
La céramique n’est jamais découverte dans ces tombes de chefs. Elle est généralement de forme biconique associée bien souvent à des anses en nombre variable (1 à 6). Elle peut être décorée de chevrons, de triangles hachurés et de cannelures. 
Dans quelques sépultures, localisées le long de la côte, on trouve des perles annelées ou biconiques en faïence d’origine britannique. Ces perles ainsi que les parures exotiques témoignent de réseaux d'échange étendus en Europe occidentale. Les liens sont étroits avec les élites du Wessex, dont les tombes ont livré des poignards d'origine bretonne (voir par exemple le Bush Barrow) .

## Vie domestique
Plusieurs fouilles récentes ont amené à la découverte d'habitats de l'âge du Bronze ancien. Sur l'île de Molène (Finistère), la maison de Beg ar Loued montre l'évolution d'une construction en pierres sèches entre la fin de la culture campaniforme et l'âge du Bronze ancien. L'Homme y cultivait des céréales (orges nue et vêtue, l'amidonnier et le froment) et des légumineuses (féverolle et pois), élevait le bœuf, le porc, le mouton (et peut-être la chèvre) et pratiquait une pêche côtière (collecte de patelles sur estran et sans doute utilisation de barrages de pêcherie) mais aussi la chasse (phoque gris, oiseaux marins). La pratique de la métallurgie y est également attestée sous la forme d'un moule en granite et de perles en cuivre . À Lannion (Côtes-d'Armor), deux fouilles successives de l'Institut national de Recherches archéologiques préventives (INRAP) ont porté à la découverte d'une enceinte monumentale associées à deux tumulus de l'âge du Bronze ancien et d'un réseau de parcellaire dans lequel s'est inséré un habitat au cours de l'âge du Bronze .
Le développement des pratiques agricoles couplé avec des ressources en minerai (notamment l'étain indispensable à l'élaboration du bronze) expliquent vraisemblablement l'essor de la culture des Tumulus armoricains.